# Tomáš Čupr
Tomáš Čupr (* 8. října 1982 Polička) je český podnikatel a investor, zakladatel společností Slevomat, DameJidlo.cz a Rohlik.cz. Je jediným akcionářem společnosti Rohlik.cz investment, prostřednictvím které na konci června 2024 držel 42 % podíl v Rohlik Group.

## Biografie
Tomáš Čupr se narodil 8. října 1982 v Poličce. Od roku 1985 do roku 2001 žil ve Svitavách, kde po ZŠ studoval na tamním gymnáziu.
V roce 2001 zahájil studium na VUT v Brně (tehdejší fakulta elektrotechniky a informatiky), které však nedokončil. S týmem dvakrát zvítězil na MČR v počítačové hře Counter Strike a stál u počátků progamingu v ČR.
V roce 2005 se odstěhoval do Velké Británie, kde po sérii prací v továrnách získal práci programátora. V roce 2007 založil se společníkem agenturu zaměřenou na internetový marketing. V roce 2009 svůj podíl prodal a jako CTO přešel do firmy Evolution Funding, kde vytvořil Dealer Zone, produkt, který výrazně změnil trh financování vozidel ve Velké Británii. 
Po návratu do ČR založil v roce 2010 Slevomat, v roce 2012 DámeJídlo.cz a v roce 2014 Rohlik.cz. V Rohlik.cz navýšil v únoru 2019 svůj podíl na 74 %.
Od roku 2015 je partner v investiční skupině Enern.
V roce 2021 vstoupila do společnosti Rohlik Group firma Index Ventures, která jej ohodnotila na 1 miliardu eur. Čuprova společnost Rohlik.cz investment vykázala dle konsolidované účetní závěrky za finanční rok končící 30. dubna 2024 ztrátu 2,7 miliardy korun a její záporný vlastní kapitál poklesl na -5,6 miliardy korun. Mezi největší položky pasiv patřily vydané dluhopisy o objemu 3,5 mld. Kč a závazky k úvěrovým institucím o objemu 1,4 mld. Kč.
Investoval také mj. do firem Partners Banka, SolverTech, Twisto.cz, Woltair nebo LePremier.